# Turnês de Girls' Generation

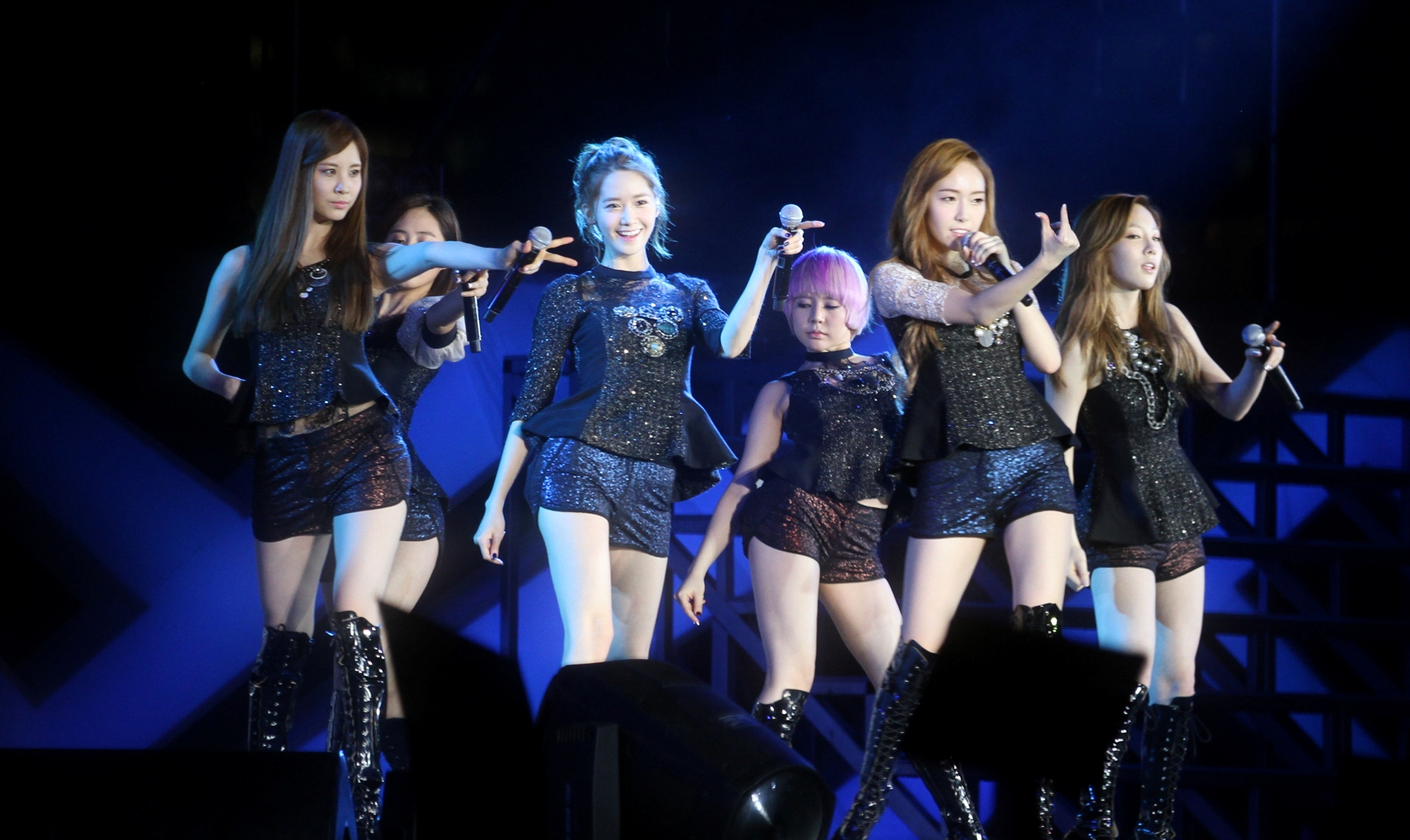
Girls' Generation em uma das apresentações da SMTown Live World Tour III, em Singapura. Novembro de 2012.

O Girls' Generation (em coreano: 소녀시대; Sonyeo Shidae), conhecido como Shoujo Jidai no Japão, é o grupo da nação.Elas embarcaram em sua primeira turnê, a Into The New World Tour em novembro de 2009, que teve seguimento em 2010. Sua próxima turnê, The First Japan Tour promoveu o seu primeiro álbum de estúdio japonês, Girls' Generation, foi apresentada para mais de 300.000 pessoas, e teve duas apresentações com ingressos esgotados na Saitama Super Arena para um público combinado de 64.000 pessoas. Na sequência ao sucesso de sua turnê japonesa, o grupo embarcou na sua terceira turnê, a 2011 Girls' Generation Tour, que contou com uma apresentação em Hong Kong pela primeira vez. O grupo embarcou pela segunda vez ao Japão em 2013, perfazendo 20 concertos na sua Second Japanese Tour.
Além de suas próprias turnês como artista principal, o grupo participou em três turnês da SMTown, duas das quais de âmbito mundial. A primeira foi a SMTown Live '08. A turnê seguinte, SMTown Live '10 World Tour, levou o grupo (juntamente com os outros artistas da SMTown) a tornar-se os primeiros cantores asiáticos na história a alcançar o top 10 da parada US Billboard Concert Boxcore. O grupo está atualmente participando da SMTown Live World Tour III, que já teve apresentações nos Estados Unidos, Taiwan, Japão, Coreia do Sul, Singapura, Tailândia e Indonésia, sendo que o concerto neste último país foi realizado no Estádio Gelora Bung Karno, em Jacarta, com a presença de mais de 50.000 espectadores, o maior na história da Indonésia.

## Turnês
| 2009–2010 | Into The New World Tour                            | 19 de dezembro de 2009–28 de fevereiro de 2010 (Coreia do Sul) 17 de abril de 2010 (China) 16 & 17 de outubro de 2010 (Taiwan) | 7  |
| A turnê "Into The New World" foi a primeira turnê com o Girls' Generation como artista principal. A turnê foi anunciada em novembro de 2009, e os ingressos foram esgotados dentro de 3 minutos após serem colocados à venda. |                                                    | |    |
| 2011 | The First Japan Arena Tour                         | 31 de maio de 2011–18 de julho de 2011 (Japão) | 14 |
| O grupo embarcaria para a sua primeira turnê pelo Japão em 18 de maio de 2011, com um total de sete paradas iniciais. A turnê foi adiada devido ao sismo e tsunami de Tohoku de 2011, e começou em 31 de maio de 2011. Devido à grande demanda, mais sete paradas foram adicionadas para um público total de 300.000 pessoas. A turnê passou pelas cidades de Osaka, Saitama, Tóquio, Hiroshima, Nagoia e Fukuoka com um total de quatorze apresentações. |                                                    | |    |
| 2011–2012 | 2011 Girls' Generation Tour                        | 23 & 24 de julho de 2011 (Coreia do Sul) 9–11 de setembro (Taiwan) 9 & 10 de dezembro de 2011 (Singapura) 15 de janeiro de 2012 (Hong Kong) 12 de fevereiro de 2012 (Tailândia)                                                                        | 9  |
| A turnê intitulada "2011 Girls' Generation Tour" foi a segunda turnê asiática do grupo. A turnê começou com duas apresentações em Seul, e continuou em Taiwan onde elas realizaram três concertos. Em Bangkok, cuja apresentação ocorreu em 12 de fevereiro de 2012, o grupo quebrou um recorde tailandês pela venda de ingressos de concerto mais rápida na história. A turnê também marcou a primeira apresentação do grupo em Hong Kong.               |                                                    | |    |
| 2013 | Girls' Generation Ⅱ ～Girls&Peace～ Japan 2nd Tour | 9 de fevereiro de 2013–21 de abril de 2013 (Japão) | 20 |
| A segunda turnê japonesa do grupo foi anunciada em 31 de agosto de 2012, com a venda de ingressos iniciando em 12 de setembro de 2012. A turnê teve 20 apresentações, e passou pelas cidades de Nagoia, Osaka, Fukuoka, Saitama, Niigata, Hiroshima e Kobe. Elas apresentaram para mais de 200.000 pessoas nas sete cidades japonesas. |                                                    | |    |
| 2013 - 2014 | 2013 Girls' Generation World Tour - Girls & Peace  | 8 & 9 de junho de 2013 (Coreia do Sul) 20 & 21 de julho de 2013 (Taiwan) 14 de setembro de 2013 (Indonésia) 12 de outubro de 2013 (Singapura) 9 & 10 de novembro de 2013 (Hong Kong) 11 de janeiro de 2014 (Tailândia) 15 de fevereiro de 2014 (Macau) | 10 |
| A turnê foi anunciada em 26 de abril de 2013, com duas datas em Seul no Parque Olímpico. Esta é a primeira turnê mundial do Girls' Generation. |                                                    | |    |
| 2014 | Girls' Generation Japan 3rd Tour 2014              | 26 de abril - 13 de julho de 2014 (Japão) | 17 |
| A terceira turnê japonesa do grupo foi anunciada em 29 de novembro de 2013, a turnê realizou 17 shows na Coreia do Sul. |                                                    | |    |
| 2014 | Girls' Generation 'The Best Live' at Tokyo Dome    | 9 de dezembro de 2014 (Japão) | 1  |
| A quarta turnê japonesa do grupo foi anunciada em 24 de agosto de 2014 através da conta oficial da SM Entertainment no YouTube. A turnê passou pelo Tokyo Dome, comemorando o quarto ano desde seu debut japonês. A turnê foi marcada pela primeira turnê sem a ex-integrante Jessica Jung. |                                                    | |    |
| 2015-2016 | Girls' Generation 4th Tour – 'Phantasia'           | 21 & 22 de novembro de 2015 (Coreia do Sul) 12-24 de dezembro de 2015 (Japão) 30 & 31 de janeiro de 2016 (Tailândia) | 10 |
| As datas da turnê na Coreia foram anunciadas em 16 de outubro de 2015, já a parte japonesa foi anunciada antes, no dia 11 de agosto do mesmo ano. |                                                    | |    |